# Ådklobbarna
Stora Ådklobben och Lilla Ådklobben är skär i Åland (Finland). De ligger i Skärgårdshavet och i kommunen Saltvik i landskapet Åland, i den sydvästra delen av landet. Öarna ligger omkring 42 kilometer norr om Mariehamn och omkring 260 kilometer väster om Helsingfors.
Arean för Stora Ådklobben på är 3,8 hektar och dess största längd är 360 meter i nord-sydlig riktning. Lilla Ådklobben ligger omkring 500 meter sydöst om Stora Ådklobben. Trakten är glest befolkad. Det finns inga samhällen i närheten.